# 白山城 (尾張国)
白山城（しらやまじょう）は、愛知県春日井市にあった室町時代後期の日本の城（平城）。

## 概要
白山城は室町幕府の将軍が足利義輝の頃に松本伊策が築城した。

## 歴史
小牧・長久手の戦いの際に松本伊策は徳川家康軍に属した。戦後に織田家と親密な関係があったことが豊臣秀吉に伝わり、後にトラブルになった。その事が原因で白山城は廃城となった。城主である松本伊策はその後、帰農したという。

## 現在の状況
昭和初期には東西約18m南北約12.5mほどの土塁と堀が残っていたが高蔵寺ニュータウンの開発により、宅地となり城の面影は何も残っていない。

## 所在地
- 愛知県春日井市白山町7丁目3-16